# Natho
Natho är ett bergspass i Antarktis. Det ligger i Västantarktis. Argentina, Chile och Storbritannien gör anspråk på området.
Terrängen runt Natho är lite kuperad. Trakten är obefolkad. Det finns inga samhällen i närheten. 